# Lars Lewén
Lars Gustav Lewén (Stoccolma, 7 ottobre 1975) è un ex sciatore alpino e sciatore freestyle svedese che ottenne i migliori risultati nello ski cross.

## Biografia

### Stagioni 1998-2007
Attivo inizialmente nello sci alpino, in Coppa Europa Lewén esordì il 12 dicembre 1997 a Obereggen in supergigante (62º), ottenne il miglior piazzamento il 1º marzo 1999 a Kiruna in slalom speciale (21º) e prese per l'ultima volta il via il 16 dicembre dello stesso anno a Nova Levante nella medesima specialità, senza completare la prova. Continuò a prendere parte a gare minori di sci alpino fino al marzo del 2003; non debuttò in Coppa del Mondo né prese parte a rassegne iridate.
Dalla stagione 2002-2003 si dedicò al freestyle, specialità ski cross; in Coppa del Mondo esordì il 30 novembre 2002 a Tignes (5º) e ottenne il primo podio un anno dopo, il 23 novembre 2003 a Saas-Fee (3º). Debuttò ai Campionati mondiali a Ruka 2005, dove giunse 5º; identico piazzamento colse nella successiva rassegna iridata di Madonna di Campiglio 2007.

### Stagioni 2008-2014
Il 6 marzo 2008 conquistò a Grindelwald la prima vittoria in Coppa del Mondo; in seguito ottenne altri quattro successi nel massimo circuito, l'ultimo il 24 febbraio 2009 a Branäs, e nella stagione 2007-2008 si classificò 2º nella classifica della Coppa del Mondo di ski cross, a 107 punti dal vincitore Tomáš Kraus. Nel 2009 prese parte ai Mondiali di Inawashiro, dove si classificò 11º; l'anno dopo a XXI Giochi olimpici invernali di Vancouver 2010, sua unica presenza olimpica, si piazzò al 24º posto. 
L'11 gennaio 2011 ottenne all'Alpe d'Huez l'ultimo podio in Coppa del Mondo (3º); ai Mondiali di Oslo/Voss 2013, sua ultima presenza iridata, si classificò al 33º posto. Si ritirò durante la stagione 2013-2014; prese per l'ultima volta il via in Coppa del Mondo il 17 gennaio a Val Thorens (53º) e fu per l'ultima volta al cancelletto di partenza in occasione di una gara FIS disputata l'8 febbraio a Mora, vinta da Lewén.

## Palmarès

### Sci alpino

#### Coppa Europa
- Miglior piazzamento in classifica generale: 127º nel 1999 e nel 2000

#### Australia New Zealand Cup
- 1 podio (dati dalla stagione 1994-1995):
  - 1 terzo posto

#### Campionati svedesi
- 1 medaglia:
  - 1 oro (combinata[1] nel 2002)

### Freestyle

#### Coppa del Mondo
- Miglior piazzamento in classifica generale: 5º nel 2008
- Miglior piazzamento nella classifica di ski cross: 2º nel 2008
- 10 podi:
  - 5 vittorie
  - 1 secondo posto
  - 4 terzi posti

##### Coppa del Mondo - vittorie
| Data             | Località            | Paese       | Specialità |
| ---------------- | ------------------- | ----------- | ---------- |
| 6 marzo 2008     | Grindelwald         | Svizzera    | SX         |
| 9 marzo 2008     | Meiringen/Hasliberg | Svizzera    | SX         |
| 16 marzo 2008    | Valmalenco          | Italia      | SX         |
| 19 gennaio 2009  | Lake Placid         | Stati Uniti | SX         |
| 24 febbraio 2009 | Branäs              | Svezia      | Sx         |

Legenda:

SX = ski cross

#### Campionati svedesi
- 4 medaglie:
  - 1 oro (ski cross nel 2009)
  - 2 argenti (ski cross nel 2012; ski cross nel 2013)
  - 1 bronzo (ski cross nel 2010)